# Iberáspelzer
Der Iberáspelzer (Sporophila iberaensis, Synonym: Sporophila digiacomoi) ist eine Singvogelart aus der Gattung der Spelzer (Sporophila) in der Familie der Tangaren (Thraupidae). Er wurde erstmals 2001 beobachtet, jedoch erst 2016 gültig beschrieben, nachdem seine Population in den Esteros del Iberá (Iberá-Sümpfe) in der Provinz Corrientes, Argentinien, dem einzigen bisher bekannten Brutgebiet, studiert worden war. Auf dieses Sumpfgebiet bezieht sich auch das Artepitheton iberaensis.

## Forschungsgeschichte und Systematik
Im Oktober 2001 entdeckte der argentinische Ornithologe Adrián Santiago Di Giacomo in den Esteros del Iberá und im Einzugsgebiet des Río Aguapey in der Provinz Corrientes im Nordosten Argentiniens zwei Individuen der Gattung Sporophila in einem Graslandgebiet 14 km südlich von Galarza, die nicht auf Artniveau identifiziert werden konnten, da sie ein unvollständiges Gefieder aufwiesen. Diese Vögel wurden zunächst für Jungvögel des Schwarzkehlspelzers (Sporophila ruficollis) gehalten; nachdem jedoch zwischen 2007 und 2011 adulte Vögel bei der Paarung und bei der Revierverteidigung beobachtet wurden und sich auch der Gesang von anderen Spelzer-Arten unterschied, erfolgte 2015 die Beschreibung als neue Art Sporophila digiacomoi durch den Ornithologen Bernabé López-Lanús. Bei dieser Erstbeschreibung handelte es sich um eine Online-Vorabveröffentlichung, die laut Artikel 9.9 der ICZN in der Datenbank Zoobank registriert werden muss, um als gültige Erstbeschreibung zu gelten. Im März 2016 veröffentlichten Adrián Santiago Di Giacomo und Cecilia Kopuchian eine ICZN-konforme Erstbeschreibung unter dem Namen Sporophila iberaensis, die 2023 vom South American Classification Committee (SACC) und vom IOC als gültig anerkannt wurde.
Das Vorliegen von zwei Erstbeschreibungen war das Resultat einer Meinungsverschiedenheit zwischen ehemaligen Kooperationspartnern. Zum einen wurde derselbe Holotypus (Museo Argentino de Ciencias Naturales Bernardino Rivadavia 72854) verwendet, der im Februar 2011 von López-Lanús gesammelt wurde und zum anderen liegt ein früheres, von Di Giacomo, López-Lanús und Kopuchian gemeinsam verfasstes Manuskript vor, das zur Veröffentlichung in einer angesehenen ornithologischen Fachzeitschrift eingereicht und einem Peer Review unterzogen wurde. Während Di Giacomo und Kopuchian weitere Informationen zusammentrugen, um auf die Kommentare der Gutachter einzugehen, beschloss López-Lanús, die neue Art im Rahmen eines geplanten Buches selbst erstzubeschreiben, das jedoch nicht rechtzeitig veröffentlicht wurde. Di Giacomo und Kopuchian reagierten 2016 mit der Veröffentlichung eines kurzen Artikels, um die Autorenschaft des Namens zu behalten.
Der Iberáspelzer gehört zu den sogenannten Capuchinos (spanisch für Kapuze). Dies sind Spelzer-Arten, die kleiner als die anderen Mitglieder der Gattung sind und sich durch zimtfarbene Gefiederzeichnungen, geringe Unterschiede in Größe und Form, ähnliche Weibchen bei allen Arten und Männchen, die sich in Gefiederfärbung und Gesang unterscheiden, auszeichnen. Die Capuchinos repräsentieren eine rezente und rasche aviäre Radiation, mit starker Divergenz in den Gesängen und Gefiedermustern der Männchen, trotz bemerkenswert geringer ökologischer und genomischer Divergenz.
Eine genomische Analyse der Capuchinos zeigt, dass sich Sporophila iberaensis in einem frühen Stadium der Artbildung befindet.  Obwohl der Iberáspelzer in der Region Esteros del Iberá sympatrisch mit dem Gelbbauchspelzer (Sporophila hypoxantha) brütet, verpaart sich die Art assortativ und bleibt genetisch verschieden. Die Männchen dieser beiden Arten unterscheiden sich in Färbung und Gesang, die Weibchen sind jedoch in ihrer Färbung ununterscheidbar. Die Weibchen nutzen wahrscheinlich sowohl die Färbung als auch den Gesang, um Partner auszuwählen, was eine starke assortative Verpaarung zeigt, obwohl diese beiden Arten benachbarte Brutgebiete haben, im selben Zeitraum brüten und gemeinsam nach derselben Nahrung suchen.

## Merkmale
Die Maßangaben sind bisher nur vom Typusexemplar dokumentiert. Die Gesamtlänge beträgt 102 mm, die Flügellänge 51 mm, die Flügelspannweite 165 mm, die Schwanzlänge 40 mm, die Tarsenlänge 13 mm, die Schnabelfirstlänge 8,1 mm und das Gewicht 8,5 g.
Der Schnabel ist bei den Jungvögeln gelblich und bei adulten Vögeln dunkel hornfarben bis schwarz. Die Iris ist dunkelbraun. Die Fußwurzeln sind braun bei den Jungvögeln und schwarz bei den ausgewachsenen Vögeln.
Beim Männchen sind Stirn und Scheitel bleigrau oder mittel neutralgrau. Der unvollständige Kragen, die Zügel, die Ohrdecken, das Kinn und die Kehle sind dunkelbraun. Hals und Hinterhals sind schwarz bis schwärzlich braun. Ein Teil der Unterseite des Kragens ist mit cremefarbenen Federn durchsetzt. Rücken, Schulterblätter, Bürzel und obere Schwanzdecken sind olivbraun. Brust, Unterbauch, Bauch und Unterschwanzdecken variieren zwischen zimt- und cremefarben. An der Brustseite befindet sich ein kleiner dunkelbrauner Fleck. Obere Flügeldecken und Alula sind dunkelbraun mit olivbraunen Rändern. Die Hand- und Armschwingen sowie die Schirmfedern sind dunkelbraun mit einem olivbraunen Vorderrand. Die Dorsalseite der Flügel ist dunkelbraun mit einem auffälligen weißen Flügelspiegel (Speculum), der durch das Fehlen der Weißfärbung zwischen der ersten Handschwinge und der ersten Armschwinge unterbrochen wird, und etwas größer aussieht, als bei anderen Capuchinos. Die Ventralseite der Handschwingen, der Achselfedern sowie der Flügeldecken ist weiß. Die Handwurzelregion und die Unterflügeldecken der Handschwingen sind dunkelbraun. Die Steuerfedern sind dunkelbraun mit olivbraunen Rändern. Die Basis der Schwanzfedern ist weiß.
Die Weibchen sind von den Weibchen anderer Capuchinos nicht zu unterscheiden, da sie ein ähnliches bräunliches Gefieder haben; ein warmes Braun auf der Oberseite und ein warmes Gelbbraun auf der Unterseite. Das Gesicht ist gleichmäßig bräunlich, wobei sich die dunklen Augen deutlich abheben. Flügel und Schwanz sind dunkler als beim Männchen. Bei frischem Gefieder zeigen die beiden Flügelbinden eine stumpf sandfarbene Färbung.
Die Jungvögel ähneln den adulten Weibchen.

## Verbreitung
Die Hauptpopulation ist im Nordosten Argentiniens (Provinz Corrientes) und im Südosten Paraguays verbreitet. Sichtungen liegen auch aus der Pantanal-Region in Südbrasilien und aus der Beni-Region in Ostbolivien vor.

## Lebensraum

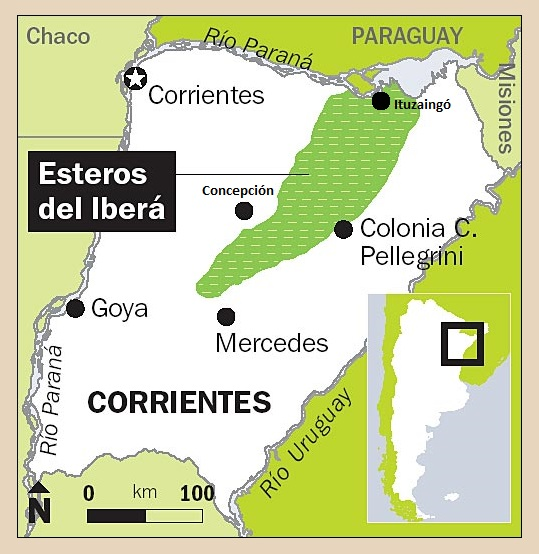
Karte der Esteros del Ibera, dem Brutgebiet des Iberáspelzers

Der Iberáspelzer ist ein Graslandvogel. Er bewohnt hohes Grasland in jahreszeitlich überfluteten oder vegetationsreichen Sumpfgebieten. In Corrientes wird sein Lebensraum im Tiefland von Tussock-Gras (Paspalum durifolium und Rhynchospora corymbosa) und im Hochland von trockenen, von Andropogon lateralis dominierten Graslandschaften geprägt, in denen auch Elionurus muticus lokal häufig vorkommt.

## Lautäußerungen
Die Lautäußerungen des Iberáspelzers weisen charakteristische Töne auf, die sich stark von ähnlichen Tönen im Gesang anderer Capuchinos unterscheiden. Die beiden ersten Töne in der Einleitungsphase haben die Form eines „Pfeils“ oder „Berges“ im Spektrogramm und erreichen 5 bis 7 kHz mit einer größeren Amplitude (Lautstärke) im Vergleich zu den anderen Tönen der Art. Eine weitere diagnostische Note im Gesang des Iberáspelzers  wird als lang und harmonisch beschrieben und führt zu einem „nasalen“ Klang. Diese Töne sind für das menschliche Ohr sehr auffällig, sodass diese Art leicht von anderen Spelzerarten im Feld unterschieden werden kann.

## Lebensweise
Der Iberáspelzer ist ein Zugvogel. Er findet sich von Ende September bis Dezember im Brutgebiet ein und verweilt dort bis März. Die Wanderungsmuster werden derzeit erforscht, und die potenziellen Nichtbrutgebiete sind noch unbekannt, jedoch deuten vorläufige Daten darauf hin, dass diese Art den Winter in Brasilien verbringt.
Iberáspelzer ernähren sich von Gräsersamen, einschließlich Andropogon lateralis, Paspalum durifolium, Paspalum rufum und Hymenachne sp., wobei die Samen direkt von den Ähren gesammelt werden.
Während der Brutzeit sind die Männchen normalerweise auf hohen Sitzwarten im Grasland zu sehen, wo sie sehr auffällig sind und aktiv singen oder rufen. Die Weibchen halten sich stets versteckt und fliegen tiefer in das Gras. Die Männchen sind sehr territorial und reagieren auf das Eindringen von Artgenossen oder anderen Capuchinos in ihr Revier. Trotz ihres ausgeprägten Territorialverhaltens findet man in den Sümpfen von Iberá häufig mehrere Capuchinos an derselben Stelle, sogar während der Brutzeit, wo die Reviere zwar aneinandergrenzen, sich aber gegenseitig ausschließen. Kämpfe zwischen den Männchen, die benachbarte Reviere verteidigen, sind keine Seltenheit. Außerhalb der Brutzeit werden die Vögel gelegentlich in Schwärmen mit anderen Capuchinos in Gebieten beobachtet, in denen die Gräser Samen tragen.
Der Nistplatz des Iberáspelzers ist eng an die überschwemmte Grasvegetation im Tiefland gebunden. Ähnlich wie andere Capuchinos hat diese Art ein sozial monogames Paarungsverhalten, wobei die Weibchen den größten Teil der elterlichen Fürsorge übernehmen. Sie bauen das Nest, brüten die Eier aus und füttern die Küken mit Unterstützung des Männchens.
Die Brutzeit erstreckt sich von Ende September bis Januar. In Corrientes ist diese Brutzeit sehr synchron, wobei der Höhepunkt Anfang November stattfindet.
Der Iberáspelzer errichtet sein Nest in überschwemmtem Tieflandgraslandschaften mit hohem Tussock-Gras. Die wichtigsten Nestbaustoffe sind Paspalum durifolium (Gramineae) und Rhynchospora corymbosa (Cyperaceae). Der Iberáspelzer ist bei seiner Fortpflanzung stark auf überschwemmte Tieflandwiesen angewiesen, und die Fortpflanzung kann abrupt enden, wenn die Wiesen austrocknen.
Die offenen Schalennester befinden sich in Grasbüscheln durchschnittlich 41,8 cm über dem Boden. Sie haben einen Innendurchmesser von 4,7 cm, eine Tiefe von 3,7 cm, einen Außendurchmesser von 6,3 cm und eine Außenhöhe von 4,9 cm.
Die Eier sind gräulich oder bläulich-weiß mit hellbraunen Flecken, die sich auf das breitere Ende konzentrieren. Sie messen 16,6 mm × 12,3 mm. Die Gelegegröße beträgt zwei Eier, ähnlich wie bei anderen Capuchinos.

## Status
Der Iberáspelzer ist im Parque Nacional Iberá in der Provinz Corrientes örtlich weit verbreitet, wobei diese Population offenbar im Wachsen begriffen ist. Eine Vogelberingungsstudie dieser Population legte dar, dass die Rückkehrraten der Weibchen zum Brutplatz in aufeinanderfolgenden Jahren äußerst gering (~10 %) ausfielen. Nesträuber sind die Hauptursache für das Scheitern von Bruten in den Iberá-Feuchtgebieten, wo nur 22 % der Jungvögel erfolgreich flügge werden. Starke Winde wurden als zweitwichtigste Bedrohung für die Bruten ermittelt.
Capuchinos sind sehr empfindlich gegenüber anthropogenen Störungen ihres Grasland-Lebensraums, der rasch für die landwirtschaftliche Nutzung, die Intensivierung der Viehzucht und die Aufforstung umgewandelt wird. Diese Art wird aufgrund ihrer sehr geringen Populationsgröße, des potenziellen Verlusts und der Zerstörung ihres Lebensraums sowie wegen der potenziellen Fänge für den Tierhandel in der IUCN Red List als „stark gefährdet“ (endangered) eingeschätzt.
Das Grasland im Nordosten Argentiniens wurde als prioritäres Schutzgebiet für die meisten der bedrohten Capuchinos ausgewiesen, da es das Hauptbrutgebiet dieser Zugvögel, einschließlich des Iberáspelzers, darstellt. Die wichtigsten Fortpflanzungsstätten sind im Parque Nacional Iberá und im Reserva Natural del Iberá geschützt.
Die Biologie des Iberáspelzers ist noch nicht hinreichend erforscht. So sind beispielsweise seine Wanderrouten, Winterquartiere und Bedrohungen während des gesamten Jahreszyklus noch unbekannt. In den Iberá-Sümpfen kehren beringte Weibchen im Vergleich zu den Männchen nur selten in die Brutgebiete des Vorjahres zurück, was auf eine mögliche zwischenjährliche Sterberate hinweist, die auf Bedrohungen während der Migration zurückzuführen sein könnte. Großbrände können die Fortpflanzungsgebiete beeinträchtigen, wie etwa im Februar 2022, als 60 % des Iberá-Nationalparks brannten. Dies kann auch bei Grünlandflächen der Fall sein, die im Winter genutzt werden.
Ein weiterer Aspekt, der sich auf das Überleben der Art auswirkt, ist das Vorhandensein von Samen, die in Anbauflächen und Gebieten mit intensiver Viehhaltung stark abnehmen. Deshalb müssen die Auswirkungen von Landwirtschaft und Viehzucht auf den jährlichen Lebenszyklus des Iberáspelzers untersucht werden, um wirksame Bewirtschaftungsmethoden zu entwickeln.